# Naturschutzgebiet Berkmecke-Talsystem

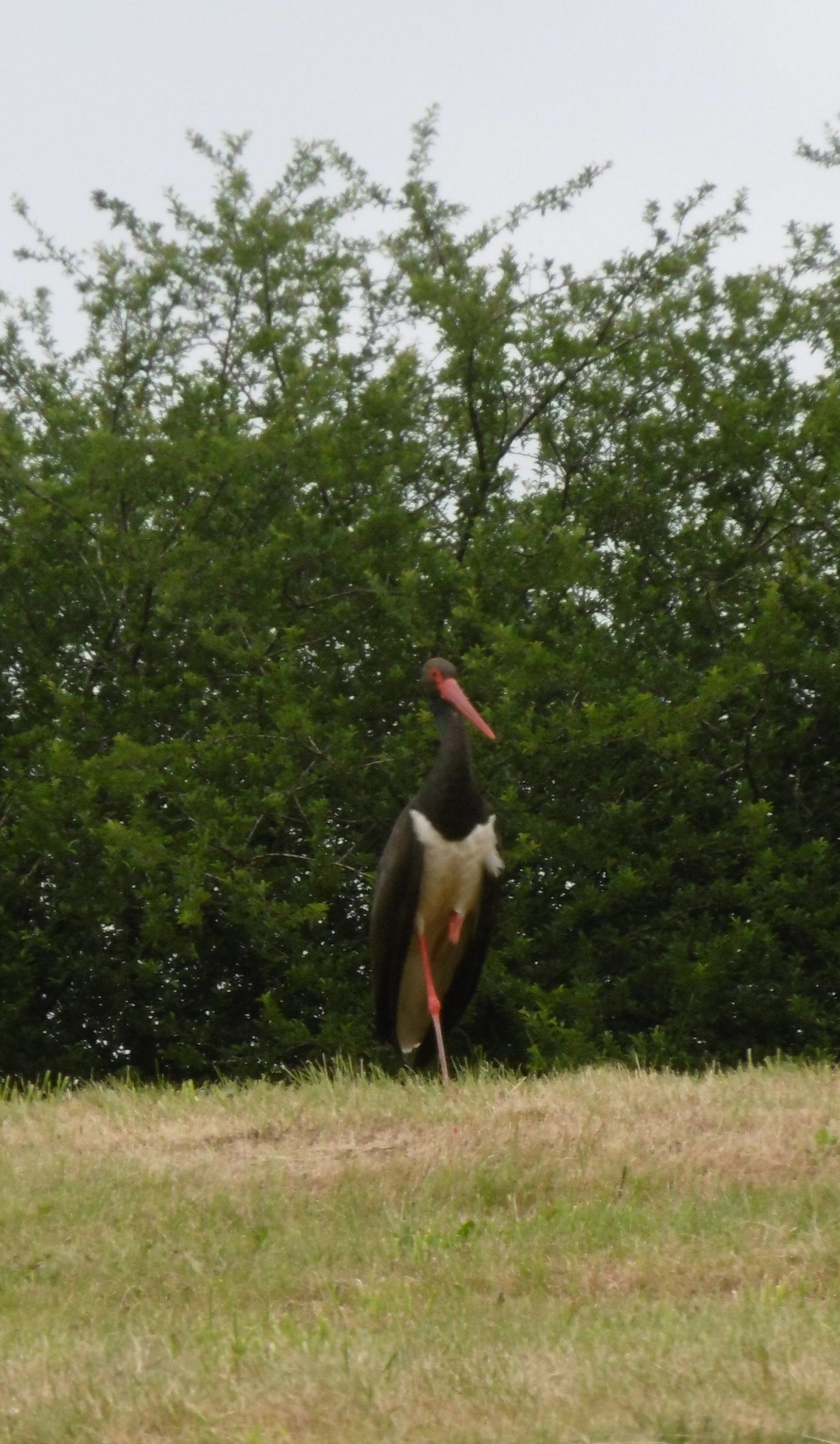
Adulter Schwarzstorch im Naturschutzgebiet Berkmecke-Talsystem

Das Naturschutzgebiet Berkmecke-Talsystem ist ein 75,04 ha großes Naturschutzgebiet (NSG) südöstlich von Mollseifen im Stadtgebiet von Winterberg. Das Gebiet reicht in östlicher Richtung bis fast nach Züschen. Das Gebiet wurde 2008 mit dem Landschaftsplan Winterberg durch den Hochsauerlandkreis als NSG ausgewiesen. Das NSG-Gebiet ist seit 2000 Teil des 2249 ha großen FFH-Gebietes Hallenberger Wald (DE 4817-301).      

## Beschreibung
Das NSG besteht aus dem Talbereich der Berkmecke und Nebentälern. Es umfasst die Tallagen mit ihrem Grünland und einigen kleineren Waldbereichen. Das Grünland wird meist mit Rindern beweidet. Neben Nassgrünland am Talgrund befinden sich Magerweiden am Talhang im NSG.
Im NSG kaufte die Nordrhein-Westfalen-Stiftung Naturschutz, Heimat- und Kulturpflege ab 1998 4,02 ha Land an, welche von Biologischen Station Hochsauerlandkreis betreut werden.